# Ingolstadt Schanzer
Die Ingolstadt Schanzer sind ein Baseball- und Softballverein aus Ingolstadt.

## Geschichte
Der Verein wurde 1985 als Schanzer Sport Club gegründet und ist der älteste aktive Baseballverein Bayerns. 1986 erfolgte die Aufnahme in den Deutschen Baseball und Softball Verband (DBV) und im selben Jahr der Bau des Baseballfeldes.
Das erste Baseballfeld der Schanzer wurde in Eigenarbeit in Ingolstadt an der Peisserstraße errichtet. 1990 erfolgte der Umzug auf die Bezirkssportanlage Nord-West, zuerst auf den Hartplatz, dann in 2000 auf ein eigens für die Schanzer errichtetes Baseballfeld an der Neuburger Straße. Im Jahr 2000 wurden die Baseballer Mitglieder des TV 1861 Ingolstadt. Der Schanzer Sport Club 1985 e. V. existiert als Förderverein weiter.
Der erste Vorsitzende des Schanzer Sport Club Ingolstadt 1985 e. V. war Martin Miller. Als Vorsitzender der Schanzer war er maßgeblich an der Gründung des Bayerischen Baseball und Softball Verbands beteiligt und hatte von 1988 bis 2001 das Amt des DBV-Präsidenten inne. Von 2005 bis 2011 war er Präsident der Confederation of European Baseball, dem Europäischen Baseball Dachverband. Seit 2001 ist er Mitglied der Deutschen Baseball Hall of Fame.
Der Teamname „Schanzer“ ist die Bezeichnung für Ingolstädter im Allgemeinen und wird von einer Vielzahl von Vereinen und Institutionen in Ingolstadt verwendet. Es leitet sich aus der Geschichte als Landesfestung und daher von „verschanzen“ ab. Infolgedessen ist der Name des Baseballfeldes der Schanzer auch „Die Schanz“.
Die erste Mannschaft der Herren spielte ihre erste Saison 1986 in der damals zweitklassigen Oberliga Süd. Über viele Jahre hinweg wurde in der zweithöchsten Spielklasse in Deutschland gespielt. Einer der größten Vereinserfolge ist der Aufstieg in die Baseball-Bundesliga Süd im Jahre 1997. Die Saison 1998 in der Baseball-Bundesliga war zwar von vielen Niederlagen geprägt und resultierte mit nur 6 Siegen in 40 Spielen im direkten Wiederabstieg, ist aber das einzige Mal, dass man in der höchsten deutschen Spielklasse antrat. Dies war, nach dem Bayernpokalsieg 1990, der größte Erfolg in der Historie der ersten Herrenmannschaft. Ein Kuriosum der Vereinsgeschichte ist, dass die Herren 1 bisher nie ihre Liga gewinnen konnten. Alle Aufstiege erfolgten bisher als Zweit-, Dritt- oder gar Viertplatzierte. Nur die Herren 2 sorgten bisher im Jahre 2007 in der Landesliga für die einzige Ligameisterschaft.
Während Baseball durchgehend fester Bestandteil des Vereins seit Gründung ist, gab es die Softball-Sparte für Damen nur in den Anfangsjahren bis 1991 und erst seit Neugründung im Jahr 2006.

## Ausbildung und Nachwuchs
Im Nachwuchsbereich konnte man bereits früh zahlreiche Erfolge verbuchen. Folgende Titel bei bayerischen Meisterschaften konnten erzielt werden.
- Bayerischer Juniorenmeister: 2008
- Bayerischer Jugendmeister: 1990, 1991, 1993, 1994, 2007, 2008
- Bayerischer Schülermeister Livepitching: 2002
- Bayerischer Schülermeister Tossball: 2007

Das Ergebnis dieser Ausbildungstätigkeit sind eine Vielzahl von Nationalspielern die bei den Ingolstadt Schanzern ihre (oder Teile ihrer) Ausbildung erhielten:
Baseballnationalmannschaft der Herren:
- Martin Almstetter
- Stefan Pößl
- Shawn Larry
- Lukas Steinlein
- Pascal Amon

Baseballnationalmannschaft der Junioren:
- Philipp Adrian
- Martin Almstetter
- Shawn Larry
- Marcus Schraufstetter
- Lukas Steinlein
- Volker Wilhelm
- Björn Zandvliet
- Pascal Amon

Baseballnationalmannschaft der Jugend:
- Pascal Amon
- Michael Wöhrl
- Luis Santa Cruz

Softballnationalmannschaft der Jugend (U16):
- Katrin Peter[12]

Softball-Nationalmannschaft der Damen:
- Sandra Reiner
- Ulrike Kirst[13]

Auch der erste Bayer, der von einem Team der Major League Baseball einen Profivertrag bekommen hat, wurde von den Ingolstadt Schanzern zum Baseball gebracht. Pascal Amon spielte mehrere Saisons in der Schüler- und Jugendmannschaft der Ingolstädter, bevor er nach der weiteren Ausbildung im Baseballinternat in Regensburg 2016 von den Los Angeles Dodgers verpflichtet wurde.

## Jahreschronik
| Jahr                          | Herren 1                                                                  | Herren 2 | Herren 3                                                               | Damen Softball                                                          | Junioren                                                        | Jugend                                                                                           | Schüler LP                                                                                  | Schüler TB                          | Turniere Herren | Bemerkungen |
| ----------------------------- | ------------------------------------------------------------------------- | --- | ---------------------------------------------------------------------- | ----------------------------------------------------------------------- | --------------------------------------------------------------- | ------------------------------------------------------------------------------------------------ | ------------------------------------------------------------------------------------------- | ----------------------------------- | --- | --- |
| 1985                          |                                                                           | |                                                                        |                                                                         |                                                                 |                                                                                                  |                                                                                             |                                     | | Gründung des Schanzer Sportclub Ingolstadt '85 e. V.                                                                                                 |
| 1986                          | 4. Platz Oberliga Süd                                                     | 4. Platz Landesliga BW                                                                                           |                                                                        |                                                                         |                                                                 |                                                                                                  |                                                                                             |                                     | | |
| 1987                          | 5. Platz 2. Bundesliga Süd                                                | 2. Platz Bayernliga                                                                                              |                                                                        | 4. Platz Süddeutsche Meisterschaft                                      |                                                                 |                                                                                                  |                                                                                             |                                     | | Umstrukturierung der Ligenstruktur in Deutschland. Die Oberliga wird in die 2. Bundesliga umbenannt.                                                 |
| 1988                          | 3. Platz 2. Bundesliga Süd                                                | 7. Platz Bayernliga                                                                                              |                                                                        | 2. Platz Bayernliga                                                     |                                                                 |                                                                                                  |                                                                                             |                                     | 1. Platz in Steinheim / Memmingen. 3. Platz in Ingolstadt.                                                                                    | Ausrichtung des 1. Schanzer-Cups |
| 1989                          | 2. Platz 2. Bundesliga Süd                                                | |                                                                        | 3. Platz Bayernliga                                                     |                                                                 |                                                                                                  |                                                                                             |                                     | | Verzicht der Herren 1 auf Aufstieg in die 1. Bundesliga Ausrichtung des deutschen Softball-Meisterschaften                                           |
| 1990                          | 3. Platz 2. Bundesliga Süd                                                | |                                                                        | 5. Platz Bayernliga                                                     |                                                                 | Bayerischer Meister, 7. Platz Deutsche Meisterschaft                                             |                                                                                             |                                     | | |
| 1991                          | 5. Platz 2. Bundesliga Süd                                                | |                                                                        |                                                                         |                                                                 | Bayerischer Meister                                                                              |                                                                                             |                                     | Sieg der Herren des Bayernpokals Baseball. | |
| 1992                          | Abstiegsrang 2. Bundesliga Süd                                            | |                                                                        |                                                                         |                                                                 |                                                                                                  |                                                                                             |                                     | Klassenerhalt der Herren 1 auf Entscheidungsturnier.                                                                                          | |
| 1993                          | Abstiegsrang 2. Bundesliga Süd (Abstieg In Bayernliga)                    | 7. Platz Bezirksliga                                                                                             |                                                                        |                                                                         |                                                                 | Bayerischer Meister, 5. Platz deutsche Meisterschaft (Solingen)                                  |                                                                                             |                                     | | |
| 1994                          | Abstiegsrang Bayernliga (Abstieg in Landesliga)                           | |                                                                        |                                                                         |                                                                 | Bayerischer Meister, 3. Platz deutsche Meisterschaft (Bonn)                                      |                                                                                             |                                     | 1. Platz in Weißenburg 1. Platz in Hürth | |
| 1995                          | 4. Platz Landesliga (Aufstieg in Bayernliga)                              | |                                                                        |                                                                         |                                                                 | Halbfinale bayerische Meisterschaft                                                              |                                                                                             |                                     | | |
| 1996                          | 2. Platz Bayernliga (Aufstieg in 2. Bundesliga Süd)                       | |                                                                        |                                                                         | 1. Platz bei Turnier in Regensburg                              | 1. Platz der Gruppenrunde                                                                        |                                                                                             | 1. Platz bei Turnier in Baldham     | Aufstiegsturnier in Fürth 1. Platz in Weißenburg                                                                                              | Jugend verzichtet auf Play-offs zur bayerischen Meisterschaft                                                                                        |
| 1997                          | 3. Platz 2. Bundesliga Süd (Aufstieg in die 1. Bundesliga Süd)            | 1. Platz der Bezirksliga-Gruppe                                                                                  |                                                                        |                                                                         |                                                                 | 1. Platz der Gruppenrunde                                                                        |                                                                                             |                                     | | |
| 1998                          | 8. Platz 1. Bundesliga Süd (Abstieg in die 2. Bundesliga Süd)             | 2. Platz der Bezirksliga-Gruppe                                                                                  |                                                                        |                                                                         |                                                                 | 5. Platz der Gruppenrunde                                                                        |                                                                                             |                                     | 2. Platz in Weißenburg | Schüler spielen außer Konkurrenz |
| 1999                          | 10. Platz 2. Bundesliga Süd (Abstieg in die Regionalliga Südost)          | 5. Platz der Bezirksliga-Gruppe                                                                                  |                                                                        |                                                                         | Neugründung. Keine teilnahme an den PlayOffs.                   | Keine Teilnahme an den PlayOffs.                                                                 |                                                                                             |                                     | 2. Platz in Weißenburg | |
| 2000                          | 4. Platz Regionalliga Südost                                              | 2. Platz der Bezirksliga-Gruppe                                                                                  |                                                                        |                                                                         | Keine Qualifikation für die Champions League.                   | Keine Qualifikation für die Champions League.                                                    |                                                                                             |                                     | 2. Platz in Ingolstadt 3. Platz in Dohren | Eröffnung des Baseballfelds an der Neuburger Straße. Ausrichtung des 15 Jahre Jubiläumsturniers. Sieger: Füssen Royal Bavarians                      |
| 2001                          | 3. Platz Regionalliga Südost                                              | 5. Platz Bezirksliga Nord                                                                                        |                                                                        |                                                                         | 2. Platz Landesliga                                             | Teilnahme an der Champions League                                                                |                                                                                             |                                     | 3. Platz in Weißenburg 3. Platz in Dohren 1. Platz in München (Copa Pichili)                                                                  | Ausrichtung der bayerischen Meisterschaft Jugend |
| 2002                          | 2. Platz Regionalliga Südost                                              | 1. Platz Bezirksliga Nord 2. Platz Bezirksliga (Aufstieg in Landesliga)                                          | 7. Platz Bezirksliga West                                              |                                                                         |                                                                 | Teilnahme an Meisterrunde                                                                        | Bayerischer Meister 7. Platz deutsche Meisterschaft (Köln)                                  | Teilnahme am Spielbetrieb           | 7. Platz in Dohren 6. Platz in Weißenburg (Teilnahme als Spielgemeinschaft Herren3 und Dachau)                                                | Ausrichtung der bayerischen Meisterschaft Jugend und Schüler. Ausrichtung des Pfingstturniers. Sieger: Göppingen Green Sox                           |
| 2003                          | 2. Platz Regionalliga Südost                                              | 1. Platz Landesliga Nord 2. Platz Landesliga (Aufstieg in Bayernliga)                                            | 6. Platz Bezirksliga West                                              |                                                                         |                                                                 | Teilnahme an Meisterrunde                                                                        | Keine Finalteilnahme                                                                        | Teilnahme am Spielbetrieb           | 1. Platz in Ingolstadt 2. Platz in Dohren 6. Platz in Weißenburg (Teilnahme als Spielgemeinschaft Southern AllStars)                          | Ausrichtung der bayerischen Meisterschaft Junioren, Jugend und Schüler. Ausrichtung des Pfingstturniers.                                             |
| 2004                          | 4. Platz Regionalliga Südost                                              | 7. Platz Bayernliga (Abstieg in Landesliga)                                                                      | 7. Platz Bezirksliga West                                              |                                                                         |                                                                 | 2. Platz bayerische Meisterschaft                                                                | Keine Finalteilnahme                                                                        | Teilnahme am Spielbetrieb           | 2. Platz in Dohren 2. Platz in Attnang (Teilnahme als Klabusterbären 2 SG mit Göppingen, Hamburg und Lüneburg) Teilnahme in Weißenburg als SG | Ausrichtung der bayerischen Meisterschaft Junioren, Jugend und Schüler.                                                                              |
| 2005                          | 2. Platz Regionalliga Südost (Aufstieg in 2. Bundesliga Süd)              | 3. Platz Landesliga Nord                                                                                         | 7. Platz Bezirksliga West                                              |                                                                         |                                                                 | 2. Platz bayerische Meisterschaft                                                                | 2. Platz bayerische Meisterschaft                                                           | Teilnahme am Spielbetrieb           | 1. Platz in Dohren 2. Platz in Ingolstadt BBQ-Team mit Turnierteilnahmen.                                                                     | Ausrichtung des 20 Jahre Jubiläumsturniers. Sieger Zürich Barracudas. Ausrichtung der bayerischen Meisterschaft Junioren, Jugend und Schüler.        |
| 2006                          | 5. Platz 2. Bundesliga Süd                                                | 4. Platz Landesliga Nord                                                                                         | 1. Platz Bezirksliga Mitte (Aufstieg in LL wg. Herren 2 nicht möglich) | Neugründung und 1. Freundschaftsspiel am 1.10. in Lauf                  |                                                                 | 4. Platz Bayernliga                                                                              | Keine Finalteilnahme                                                                        | Teilnahme am Spielbetrieb           | 4. Platz in Dohren BBQ-Team mit Turnierteilnahmen.                                                                                            | Ausrichtung Pfingstturnier. Sieger: Gammertingen Royals. Ausrichtung der bayerischen Meisterschaft Junioren, Jugend und Schüler.                     |
| 2007                          | 3. Platz 2. Bundesliga Süd (Niederlage im Relegationsspiel gegen Gauting) | 1. Platz Landesliga PlayOff Sieg gegen München Ambassadors (Aufstieg in Bayernliga)                              | 6. Platz Bezirksliga Mitte                                             | 2. Platz Landesliga Nord                                                |                                                                 | Bayerischer Meister 2. Platz deutsche Meisterschaft (Baldham/Haar)                               | 3. Platz in Meisterrunde                                                                    | Bayerischer Meister                 | 1. Platz in Ulm 6. Platz in Dohren BBQ-Team mit Turnierteilnahmen.                                                                            | Eröffnung Softballfeld auf ehemaligem Hartplatz. Ausrichtung Hit'n Grill BBQ-Turniers. Ausrichtung der bayerischen Meisterschaft Jugend und Schüler. |
| 2008                          | 4. Platz 2. Bundesliga Süd                                                | 2. Platz Bayernliga                                                                                              | 3. Platz Bezirksliga Südost                                            | 4. Platz Landesliga Süd                                                 | Bayerischer Meister 7. Platz deutsche Meisterschaft (Paderborn) | Bayerischer Meister 8. Platz deutsche Meisterschaft (Heidenheim)                                 | Teilnahme am Spielbetrieb                                                                   | Teilnahme am Spielbetrieb           | 4. Platz in Dohren BBQ-Team mit Turnierteilnahmen.                                                                                            | Ausrichtung Pfingstturnier. Ausrichtung der bayerischen Meisterschaft Jugend und Schüler.                                                            |
| 2009                          | 8. Platz 2. Bundesliga Süd (Abstieg in Regionalliga Südost)               | 4. Platz Bayernliga                                                                                              | 1. Platz Bezirksliga Südost                                            | 2. Platz Landesliga Nord (Play-off-Teilnahme)                           |                                                                 | 6. Platz Bayernliga                                                                              | Teilnahme am Spielbetrieb                                                                   | Teilnahme am Spielbetrieb           | 3. Platz in Dohren 3. Platz in Steinheim (Teilnahme als SG mit Dohren)                                                                        | Ausrichtung der bayerischen Meisterschaft Jugend und Schüler.                                                                                        |
| 2010                          | 4. Platz Regionalliga Südost                                              | 7. Platz Bayernliga (Abstieg in Landesliga)                                                                      | 4. Platz Bezirksliga Mitte                                             | 1. Platz Landesliga Nord (Aufstieg in Bayernliga als erster Nachrücker) |                                                                 | 4. Platz Bayernliga                                                                              |                                                                                             | Teilnahme am Spielbetrieb           | 4. Platz in Ingolstadt | Ausrichtung des 25 Jahre Jubiläumsturniers. Ausrichtung der bayerischen Meisterschaft Jugend und Schüler.                                            |
| 2011                          | 2. Platz Regionalliga Südost                                              | 1. Platz Landesliga Nord 2. Platz Landesliga (Endspielniederlage gegen Garching Atomics; Aufstieg in Bayernliga) | 2. Platz Bezirksliga Mitte                                             | 6. Platz Bayernliga                                                     |                                                                 | 3. Platz Bayernliga                                                                              |                                                                                             | Teilnahme am Spielbetrieb           | | |
| 2012                          | 6. Platz Regionalliga Südost                                              | 7. Platz Bayernliga (Abstieg in Landesliga)                                                                      | 5. Platz Bezirksliga Mitte                                             | 7. Platz Bayernliga (Klassenerhalt als Nachrücker)                      |                                                                 | Baseball: 4. Platz Bayernliga Nord Softball: 2. Platz deutsche Meisterschaft U16 als SG mit Haar | Baseball: Teilnahme am Spielbetrieb Softball: Teilnahme am Spielbetrieb U13 als SG mit Haar | Teilnahme am Spielbetrieb           | 9. Platz in Dohren | Erstmalige Gründung von Softballnachwuchsmannschaften.                                                                                               |
| 2013                          | 3. Platz Regionalliga Südost                                              | 5. Platz Landesliga                                                                                              |                                                                        | 5. Platz Bayernliga                                                     |                                                                 | Baseball: Teilnahme an Landesliga Softball: Deutscher Meister U16 als SG mit Haar                | Baseball: Teilnahme am Spielbetrieb                                                         | Teilnahme am Spielbetrieb           | | Softball Damen ziehen nach der Saison aus Bayernliga zurück.                                                                                         |
| 2014                          | 7. Platz Regionalliga Südost                                              | 2. Platz Landesliga Nord                                                                                         |                                                                        | 1. Platz Landesliga Nord (Aufstieg in Bayernliga)                       |                                                                 | Baseball: Teilnahme an Landesliga                                                                | Baseball: Teilnahme am Spielbetrieb                                                         | Teilnahme am Spielbetrieb           | 3. Platz in Dohren (als SG mit Berlin Sluggers)                                                                                               | |
| 2015                          | 6. Platz Regionalliga Südost                                              | 5. Platz Landesliga Nord 8. Platz Landesliga                                                                     |                                                                        | 5. Platz Bayernliga                                                     |                                                                 | Baseball: Teilnahme an Landesliga                                                                |                                                                                             | Teilnahme am Spielbetrieb           | 2. Platz in Ingolstadt 3. Platz in Dohren | Ausrichtung des 30 Jahre Jubiläumsturniers. |
| 2016                          | 6. Platz Regionalliga Südost                                              | 4. Platz Landesliga Gruppe 1                                                                                     |                                                                        | 4. Platz Bayernliga                                                     |                                                                 | Baseball: Teilnahme am Spielbetrieb                                                              |                                                                                             | Teilnahme am Spielbetrieb           | 3. Platz in Dohren | |
| 2017                          | 6. Platz 2. Bundesliga Südost                                             | 4. Platz Landesoberliga Nordost                                                                                  |                                                                        | 2. Platz Bayernliga                                                     |                                                                 | Baseball: Teilnahme am Spielbetrieb                                                              |                                                                                             | Teilnahme am Spielbetrieb           | 8. Platz in Dohren | |
| 2018                          | 3. Platz 2. Bundesliga Südost                                             | SG mit Schwaig Red Lions 2 4. Platz Landesklasse                                                                 | 3. Platz Landesliga Südost                                             | 2. Platz Bayernliga                                                     |                                                                 |                                                                                                  | Baseball: Teilnahme am Spielbetrieb                                                         | Teilnahme am Spielbetrieb           | | |
| 2019                          | 4. Platz 2. Bundesliga Südost                                             | SG mit Schwaig Red Lions 2. Platz Landesklasse                                                                   | 3. Platz Landesliga Südwest                                            | 5. Platz Bayernliga (freiw. Rückzug in die Landesliga)                  |                                                                 | Baseball: Teilnahme am Spielbetrieb                                                              | Baseball: Teilnahme am Spielbetrieb                                                         | Baseball: Teilnahme am Spielbetrieb | | |
| 2020 (coronabedingt verkürzt) | 5. Platz 2. Bundesliga Südost                                             | 3. Platz Landesliga Südost                                                                                       |                                                                        | 3. Platz Landesliga                                                     |                                                                 | Baseball: Teilnahme am Spielbetrieb                                                              | Baseball: Teilnahme am Spielbetrieb                                                         | Baseball: Teilnahme am Spielbetrieb | | |

## Trivia
- Der Schanzer Sport Club Ingolstadt '85 e. V. hatte in den Anfangsjahren auch eine Skiabteilung, die 1992 aufgelöst wurde.
- Erst 1992 wurden die Vereinsfarben „blau/weiß“ festgelegt. Davor liefen die Schanzer in pinkfarbenen Trikots auf.
- Im Jahr 1987 gründete ein Ingolstädter Student, der bei den Schanzern zum Baseball gekommen war, den heutigen 1. Bundesligisten Regensburg Legionäre.[16]